# JPGIS
JPGIS（地理情報標準プロファイル、英: Japan Profile for Geographic Information Standards）とはGISの基盤となる空間データに関する規格の一つで、日本国内における標準規格である。異なるシステム間での互換性の確保を主目的として、データの設計、品質、記述方法、仕様の書き方等のルールを定めたもの。国際規格（ISO 19100シリーズ）、日本工業規格（JIS X 7100シリーズ）に準拠しつつ、内容を実利用に即して絞り体系化した、より実用的な規格である。JPGISの利用が進むことで、データの相互利用しやすい環境が整備され、異なる整備主体で整備されたデータの共用、システム依存性の低下、重複投資の排除等の効果が期待されている。

## 経緯
先行する日本国内の地理情報標準規格として、JSGI（地理情報標準、英: Japanese Standards for Geographic Information）があった。これは国土地理院と民間企業との官民共同研究によるもので、空間データの整備等に必要な基本項目について、ISO/TC 211の国際標準（案）を元に国内標準として作成されたものである。1999年（平成11年）3月に第1版、2002年（平成14年）3月に第2版が作成され、順次JIS化された。
地理情報標準プロファイル（JPGIS）は、その後国際標準（案）が国際標準化され、さらに順次国内標準化されたことを受けて、それら国際標準と国内標準に準拠しつつも、内容を実利用に即して絞り体系化した実用版の規格である。初版は2005年(平成17年)5月に公開された。現在の最新バージョンは、2015年（平成27年）4月に更新されたJPGIS 2014である。

## バージョン
Ver 1.0
2005年。初版。
Ver 1.0改訂版
2007年。初版における不具合を修正。
Ver 2.0
2008年。「附属書12（規定）地理マーク付け言語（GML）」の追加、基盤地図情報への対応。
Ver 2.1
2009年。基となる規格の変更（ISO 19109→JIS X 7109、ISO 19110→JIS X 7110）
2014
2014年。基本的な考え方・技術の変更はない。引用する規格が制定・更新されたものを追加。

## 符号化仕様
JPGISの符号化仕様は2種類あり、どちらを利用しても良いことになっている。
XML
「附属書8(参考)XMLに基づく符号化規則」により規定。ISO19118の附属書Aを参考に日本が独自にスキーマを規定したもの。
GML
「附属書12(規程)地理マーク付け言語(GML)」により規定。ISO19136のGML（Geography Markup Language）を使うもので、Ver2.0で追加された。